# Football Club Internazionale 1963-1964
Questa voce raccoglie le informazioni riguardanti il Football Club Internazionale nelle competizioni ufficiali della stagione 1963-1964.

## Stagione
Cucitasi sul petto il tricolore atteso da quasi un decennio, l'Inter si apprestava a esordire in Coppa Campioni rappresentando il calcio italiano assieme ai rivali cittadini detentori del trofeo; per sostenere un affollato calendario gli uomini di Herrera conoscevano rincalzi in organico, mantenendo tuttavia l'impostazione del gioco lineare rispetto ai dettami sperimentati con successo.
Tra i pali l'ex viola Sarti scambiò i guantoni con Buffon, volato proprio a Firenze per gli sgoccioli della carriera; nel capoluogo toscano approdava poi Maschio, rimpiazzato come terzo straniero e centrocampista dal teutonico Szymaniak. Una storia in gigliato anche per l'attaccante Milani, regolarmente acquistato nel mercato estivo ma successivamente posto fuori rosa a seguito del disaccordo contrattuale insorto con la società: da segnalare il debutto professionistico per elementi del settore giovanile quali Landini, Bedin e Cappellini.

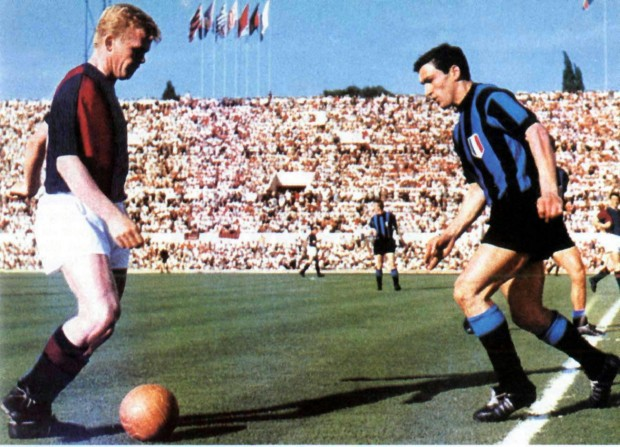
Da destra: Tarcisio Burgnich fronteggia il bolognese Helmut Haller durante lo spareggio-scudetto di Roma.

Eccezion fatta per i punti persi nelle trasferte in Veneto e Puglia, i nerazzurri conseguirono bottino pieno fino alla pausa di novembre: sconfitto il Torino nel recupero infrasettimanale e concluse sul nulla di fatto le ostilità col Bologna, Picchi e soci difendevano con entrambe le siciliane il primato solitario.
Il reintegro in squadra dell'ex centravanti fiorentino sembrò tuttavia coincidere con una crisi invernale, il cui campanello d'allarme suonava contro la Juventus nel periodo natalizio; aggiunto danno alla beffa perdendo la stracittadina del 19 gennaio 1964, col tecnico opponente Luis Carniglia a spendere parole di scherno nel post-gara, i campioni d'Italia smarrirono terreno dal Diavolo nonché dai succitati felsinei quando il girone di ritorno aveva ormai preso avvio.
Maggiori le soddisfazioni provenienti dal percorso in Europa, inaugurato con un britannico Everton costretto alla resa in Lombardia dopo aver imposto la parità in terra londinese: furono poi eliminate in sequenza il transalpino Monaco e lo jugoslavo Partizan Belgrado, concedendo appena una rete ai monegaschi e un'altra agli slavi nel complesso dei 360'.
Domenica 22 marzo 1964 i meneghini si presentarono al derby in cerca della quarta affermazione consecutiva, con il Milan passato nel frattempo alla conduzione di Liedholm: i gol di Altafini e Corso sancivano la divisione della posta in palio, punteggio sufficiente a garantire un +2 in classifica sugli emiliani frattanto penalizzati dalla giustizia sportiva per un'intricata vicenda legata al doping.
L'undicesimo risultato utile in fila veniva colto proprio all'ombra delle Torri, grazie anche al decisivo contributo di Sarti che neutralizzava un rigore calciato da Haller: addivenuta nell'occasione a un margine di 4 lunghezze sull'inseguitrice, la formazione guidò ancora il campionato seppur con distacco dimezzato una volta che i bolognesi recuperarono un match saltato in precedenza.
Importante sliding door nel mentre la semifinale in coppa con il Borussia Dortmund, fermato sul pari all'andata in uno stadio avente nel conforto statistico e nel caloroso pubblico «ostacoli» quasi insormontabili a giudizio della stampa: a San Siro si consumò una vittoria per merito di Jair e Mazzola, dando appuntamento nella finalissima di Vienna al Real Madrid.

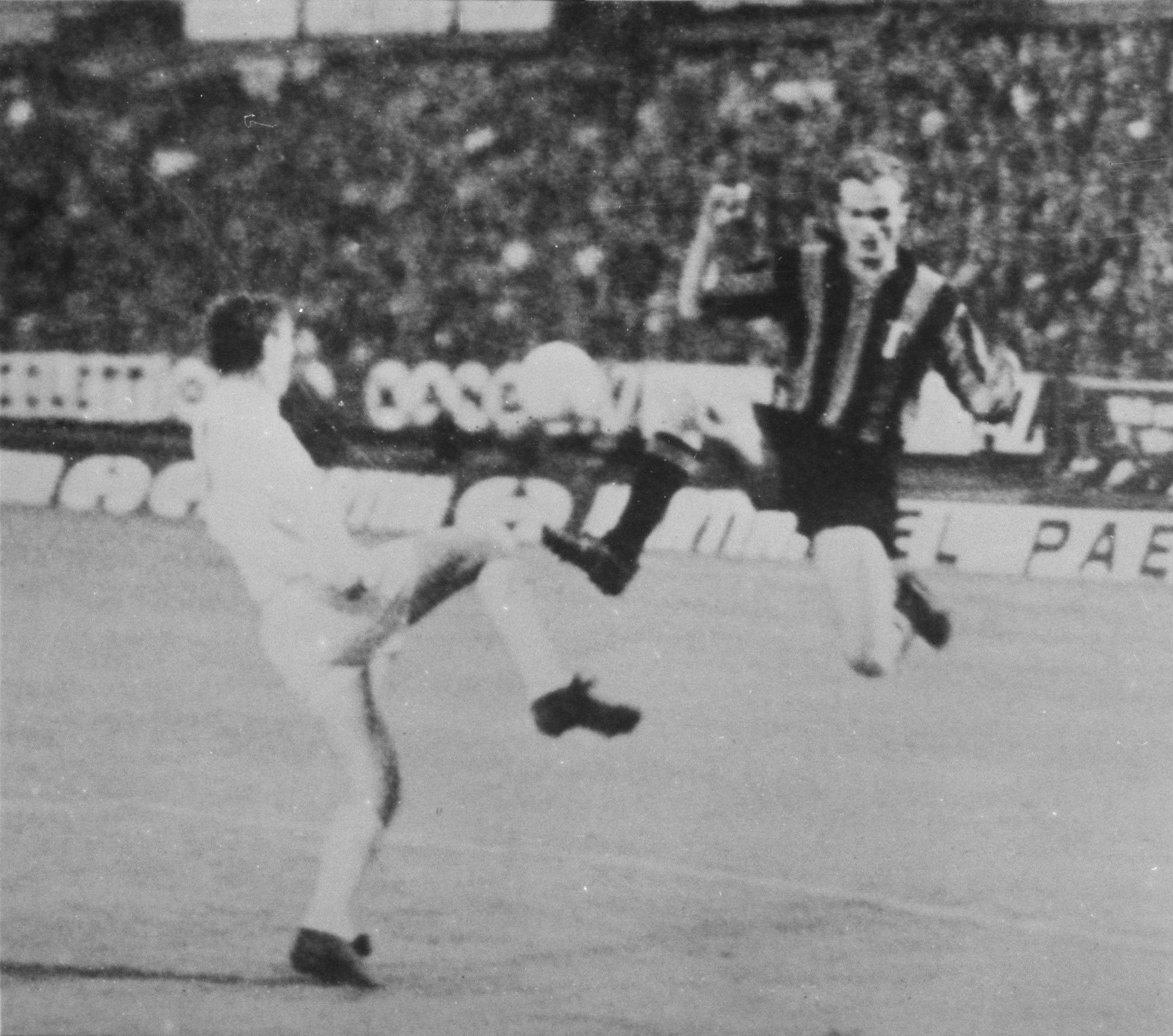
Sandro Mazzola (a destra) durante la vittoriosa finale di Coppa dei Campioni a Vienna

Solamente in primavera iniziò a delinearsi lo schieramento-base, con gli interpreti fautori della storica epopea: il gregario Tagnin diventò un utile appoggio in mediana, prendendo in consegna l'avversario ritenuto maggiormente pericoloso, con Mazzola a svariare tra l'interno di spinta e il finalizzatore.
Affondati i bianconeri davanti al pubblico amico, lo Scudetto sembrò essere ipotecato causa il −3 che la compagine dell'ex Bernardini toccava agli inizi di maggio: le carte in tavola venivano però rimescolate dalla sentenza d'appello, scagionando gli imputati dalle accuse mosse loro e restituendo quanto dedotto in primo grado. Figurate alla pari in occasione della terzultima giornata, le pretendenti al titolo non si separarono in tale domenica e nemmeno durante la successiva.
La capitale austriaca era intanto teatro della prima conquista europea, regolando per 3-1 i summenzionati iberici con una doppietta che contribuì a fare dell'asso piemontese il capocannoniere della manifestazione: fondamentale, in chiave difensiva, la stretta marcatura individuale esercitata da Tagnin sul «blancos» Di Stefano tanto da dichiararsi pronto – secondo la più diffusa versione dell'aneddoto tramandato al seguito – a rincorrerlo anche in spogliatoio.
Terminata la stagione coabitando in vetta coi rossoblù, i calciatori del Mago erano dunque chiamati a misurarsi nello spareggio dell'Olimpico: un'appendicite spinse Di Giacomo a lasciare il gruppo per sottoporsi all'operazione, dettando in pratica un assetto obbligato e inamovibile rispetto alla finale nonostante la provata condizione fisica e un torrido clima.
Sorpresa inoltre dall'espediente tattico che la rivale mise in campo – dirottando all'ala il terzino Capra in luogo del titolare Pascutti per arginare le incursioni di Facchetti e confondere le idee a Corso – l'Inter finì per soccombere nell'ultimo quarto d'ora sotto i colpi di Fogli e Nielsen, mentre Fuffo esultò con un gesto plateale all'indirizzo di Herrera una volta consumatosi il triplice fischio; detronizzati così dopo una sola annata sul fronte locale, i milanesi parteciparono anche alla Coppa Italia facendosi eliminare dai granata nei quarti.

## Divise
| Casa | Trasferta |  |

## Organigramma societario
Area direttiva
- Presidente: Angelo Moratti
- Vicepresidente: Giuseppe Prisco
- Direttore sportivo: Italo Allodi[82][83]

Area tecnica
- Allenatore: Helenio Herrera
- Allenatore in seconda: Maino Neri

Area sanitaria
- Medico sociale: dott. Angelo Quarenghi[84][85]
- Massaggiatore: Bartolomeo Della Casa e Giancarlo Della Casa

## Rosa
| N. |                   | Ruolo | Calciatore                |
| -- | ----------------- | ----- | ------------------------- |
|    | Italia (bandiera) | P     | Ottavio Bugatti           |
|    | Italia (bandiera) | P     | Giuliano Sarti            |
|    | Italia (bandiera) | D     | Bruno Bolchi              |
|    | Italia (bandiera) | D     | Tarcisio Burgnich         |
|    | Italia (bandiera) | D     | Sergio Codognato          |
|    | Italia (bandiera) | D     | Giacinto Facchetti        |
|    | Italia (bandiera) | D     | Aristide Guarneri         |
|    | Italia (bandiera) | D     | Spartaco Landini          |
|    | Italia (bandiera) | D     | Armando Picchi (capitano) |
|    | Italia (bandiera) | C     | Gianfranco Bedin          |
|    | Italia (bandiera) | C     | Enea Masiero              |
|    | Italia (bandiera) | C     | Sandro Mazzola            |

| N. |                           | Ruolo | Calciatore           |
| -- | ------------------------- | ----- | -------------------- |
|    | Spagna (bandiera)         | C     | Luis Suárez          |
|    | Germania Ovest (bandiera) | C     | Horst Szymaniak      |
|    | Italia (bandiera)         | C     | Carlo Tagnin         |
|    | Italia (bandiera)         | C     | Franco Zaglio        |
|    | Italia (bandiera)         | A     | Renato Cappellini    |
|    | Italia (bandiera)         | A     | Nicola Ciccolo       |
|    | Italia (bandiera)         | A     | Mario Corso          |
|    | Italia (bandiera)         | A     | Beniamino Di Giacomo |
|    | Brasile (bandiera)        | A     | Jair da Costa        |
|    | Italia (bandiera)         | A     | Aurelio Milani       |
|    | Italia (bandiera)         | A     | Bruno Petroni        |

## Risultati

### Serie A

#### Girone di andata
| Arbitro: | D'Agostini (Roma) |

|                     |           |           |
| Di Giacomo 16’, 69’ | Marcatori | 23’ Conti |

| Arbitro: | Gambarotta (Genova) |

|             |           |  |
| Vinicio 32’ | Marcatori |  |

| Arbitro: | Sbardella (Roma) |

|                                               |           |              |
| Ciccolo 38’ Corso 41’ (rig.) Cella 71’ (aut.) | Marcatori | 83’ Hitchens |

| Arbitro: | Angonese (Mestre) |

|               |           |  |
| Jair 10’, 17’ | Marcatori |  |

| Arbitro: | De Marchi (Pordenone) |

|  |           |            |
|  | Marcatori | 37’ Tagnin |

| Arbitro: | De Robbio (Torre Annunziata) |

|          |           |  |
| Jair 61’ | Marcatori |  |

| Arbitro: | Francescon (Padova) |

|                  |           |             |
| Giammarinaro 14’ | Marcatori | 74’ Mazzola |

| Arbitro: | Lo Bello (Siracusa) |

|  |           |         |
|  | Marcatori | 6’ Jair |

| Arbitro: | Sbardella (Roma) |

|  |           |                          |
|  | Marcatori | 13’ Fortunato 35’ Rivera |

| Milano 17 novembre 1963 10ª giornata | Inter                 | 0 – 0 referto | Bologna | Stadio San Siro\| Arbitro: \| De Marchi (Pordenone) \| |
| Arbitro:                             | De Marchi (Pordenone) |               |         |                                                        |

| Arbitro: | D'Agostini (Roma) |

|  |           |               |
|  | Marcatori | 44’ Facchetti |

| Arbitro: | Marchese (Napoli) |

|             |           |                           |
| Fanello 89’ | Marcatori | 20’ Facchetti 65’ Ciccolo |

| Arbitro: | Lo Bello (Siracusa) |

|          |           |              |
| Jair 31’ | Marcatori | 37’ Pirovano |

| Arbitro: | De Marchi (Pordenone) |

|                                                  |           |           |
| Sarti 20’ (aut.) Del Sol 39’, 41’ Menichelli 90’ | Marcatori | 4’ Milani |

| Arbitro: | Angonese (Mestre) |

|            |           |  |
| Suárez 64’ | Marcatori |  |

| Arbitro: | Angelini (Firenze) |

|            |           |  |
| Milani 21’ | Marcatori |  |

| Arbitro: | Francescon (Padova) |

|          |           |                          |
| Nova 15’ | Marcatori | 61’, 73’ Milani 84’ Jair |

#### Girone di ritorno
| Arbitro: | Francescon (Padova) |

|  |           |               |
|  | Marcatori | 18’ Facchetti |

| Milano 2 febbraio 1964 19ª giornata | Inter        | 0 – 0 referto | Lanerossi Vicenza | Stadio San Siro\| Arbitro: \| Adami (Roma) \| |
| Arbitro:                            | Adami (Roma) |               |                   |                                               |

| Arbitro: | Marchese (Napoli) |

|  |           |                     |
|  | Marcatori | 7’ Jair 59’ Mazzola |

| Arbitro: | Gambarotta (Genova) |

|                               |           |                     |
| Picchi 24’ (aut.) Jonsson 89’ | Marcatori | 15’ Jair 79’ Milani |

| Milano 23 febbraio 1964 22ª giornata | Inter             | 0 – 0 referto | SPAL | Stadio San Siro\| Arbitro: \| D'Agostini (Roma) \| |
| Arbitro:                             | D'Agostini (Roma) |               |      |                                                    |

| Arbitro: | Adami (Roma) |

|             |           |                                                      |
| Barison 14’ | Marcatori | 9’, 25’ Mazzola 11’ Facchetti 13’, 27’ (rig.) Suárez |

| Arbitro: | Francescon (Padova) |

|                                      |           |  |
| Mazzola 38’ Petroni 46’ Guarneri 51’ | Marcatori |  |

| Arbitro: | Gambarotta (Genova) |

|            |           |  |
| Milani 38’ | Marcatori |  |

| Arbitro: | Lo Bello (Siracusa) |

|              |           |           |
| Altafini 60’ | Marcatori | 61’ Corso |

| Arbitro: | De Marchi (Pordenone) |

|              |           |                    |
| Furlanis 76’ | Marcatori | 19’ Corso 49’ Jair |

| Arbitro: | Marchese (Napoli) |

|                                              |           |  |
| Jair 28’, 62’ Ciccolo 68’ Clerici 75’ (aut.) | Marcatori |  |

| Arbitro: | De Robbio (Torre Annunziata) |

|                                          |           |               |
| Petroni 43’, 50’ Mazzola 54’ Ciccolo 83’ | Marcatori | 35’ Battaglia |

| Arbitro: | Adami (Roma) |

|               |           |                            |
| Seminario 77’ | Marcatori | 17’, 30’ Mazzola 84’ Corso |

| Arbitro: | Lo Bello (Siracusa) |

|            |           |  |
| Milani 47’ | Marcatori |  |

| Roma 17 maggio 1964 32ª giornata | Lazio                 | 0 – 0 referto | Inter | Stadio Olimpico\| Arbitro: \| De Marchi (Pordenone) \| |
| Arbitro:                         | De Marchi (Pordenone) |               |       |                                                        |

| Arbitro: | Adami (Roma) |

|  |           |                       |
|  | Marcatori | 57’ Corso 90’ Mazzola |

| Arbitro: | Gambarotta (Roma) |

|                   |           |          |
| Corso 1’ Jair 68’ | Marcatori | 71’ Nova |

#### Spareggio
| Arbitro: | Lo Bello (Siracusa) |

|                                  |           |  |
| Facchetti 75’ (aut.) Nielsen 84’ | Marcatori |  |

### Coppa Italia
| Arbitro: | D'Agostini (Roma) |

|                                        |           |             |
| Puia 56’ Albrigi 59’, 69’ Hitchens 72’ | Marcatori | 57’ Ciccolo |

### Coppa dei Campioni
| Liverpool 18 settembre 1963, ore 19:30 BST Sedicesimi di finale - Andata | Everton | 0 – 0 referto | Inter | Goodison Park (62 408 spett.)\| Arbitro: \| Gere \| |
| Arbitro:                                                                 | Gere    |               |       |                                                     |

| Arbitro: | Horváth |

|          |           |  |
| Jair 47’ | Marcatori |  |

| Arbitro: | Kreitlein |

|             |           |  |
| Ciccolo 68’ | Marcatori |  |

| Arbitro: | Ortiz de Mendibil |

|                        |           |                             |
| Szkudlapski 57’ (rig.) | Marcatori | 13’, 17’ Mazzola 90’ Suárez |

| Arbitro: | Stoll |

|  |           |                      |
|  | Marcatori | 48’ Jair 89’ Mazzola |

| Arbitro: | Tschenscher |

|                    |           |           |
| Corso 25’ Jair 42’ | Marcatori | 68’ Bajić |

| Arbitro: | Gere |

|                 |           |                      |
| Brungs 23’, 28’ | Marcatori | 4’ Mazzola 41’ Corso |

| Arbitro: | Tešanić |

|                      |           |  |
| Mazzola 48’ Jair 75’ | Marcatori |  |

| Arbitro: | Stoll |

|                             |           |          |
| Mazzola 43’, 77’ Milani 61’ | Marcatori | 70’ Felo |

## Statistiche

### Statistiche di squadra
Statistiche aggiornate all'11 giugno 1964.
| Competizione       | Punti | In casa | In casa | In casa | In casa | In trasferta | In trasferta | In trasferta | In trasferta | Totale | Totale | Totale | Totale | Gf | Gs | D.R. |
| Competizione       | Punti | G       | V       | N       | P       | G            | V            | N            | P            | G      | V      | N      | P      | Gf | Gs | D.R. |
| ------------------ | ----- | ------- | ------- | ------- | ------- | ------------ | ------------ | ------------ | ------------ | ------ | ------ | ------ | ------ | -- | -- | ---- |
| Serie A            | 54    | 17      | 12      | 4       | 1       | 17           | 11           | 4            | 2            | 34     | 23     | 8      | 3      | 54 | 21 | 33   |
| Spareggio          | -     | -       | -       | -       | -       | 1            | 0            | 0            | 1            | 1      | 0      | 0      | 1      | 0  | 2  | −2   |
| Coppa Italia       | -     | -       | -       | -       | -       | 1            | 0            | 0            | 1            | 1      | 0      | 0      | 1      | 1  | 4  | −3   |
| Coppa dei Campioni | -     | 5       | 5       | 0       | 0       | 4            | 2            | 2            | 0            | 9      | 7      | 2      | 0      | 16 | 5  | 11   |
| Totale             | -     | 22      | 17      | 4       | 1       | 23           | 13           | 6            | 4            | 45     | 30     | 10     | 5      | 71 | 32 | 39   |

### Andamento in campionato
| Giornata  | 1 | 2 | 3  | 4 | 5 | 6 | 7 | 8 | 9 | 10 | 11 | 12 | 13 | 14 | 15 | 16 | 17 | 18 | 19 | 20 | 21 | 22 | 23 | 24 | 25 | 26 | 27 | 28 | 29 | 30 | 31 | 32 | 33 | 34 |
| --------- | - | - | -- | - | - | - | - | - | - | -- | -- | -- | -- | -- | -- | -- | -- | -- | -- | -- | -- | -- | -- | -- | -- | -- | -- | -- | -- | -- | -- | -- | -- | -- |
| Luogo     | C | T | C  | C | T | C | T | T | C | C  | T  | T  | C  | T  | C  | C  | T  | T  | C  | T  | T  | C  | T  | C  | C  | T  | T  | C  | C  | T  | C  | T  | T  | C  |
| Risultato | V | P | V  | V | V | V | N | V | P | N  | V  | V  | N  | P  | V  | V  | V  | V  | N  | V  | N  | N  | V  | V  | V  | N  | V  | V  | V  | V  | V  | N  | V  | V  |
| Posizione | 2 | 9 | 12 | 8 | 7 | 6 | 5 | 3 | 3 | 1  | 1  | 1  | 1  | 3  | 3  | 3  | 3  | 4  | 3  | 3  | 3  | 3  | 2  | 2  | 2  | 1  | 1  | 1  | 1  | 1  | 1  | 1  | 1  | 1  |

Legenda:

Luogo: C = Casa; T = Trasferta. Risultato: V = Vittoria; N = Pareggio; P = Sconfitta.

### Statistiche dei giocatori
Fonte:
Sono in corsivo i calciatori che hanno lasciato la società a stagione in corso. 
 A completamento delle statistiche, vanno conteggiate 2 autoreti in Serie A.
| Giocatore     | Serie A  | Serie A | Spareggio | Spareggio | Coppa Italia | Coppa Italia | Coppa dei Campioni | Coppa dei Campioni | Totale   | Totale |
| Giocatore     | Presenze | Reti    | Presenze  | Reti      | Presenze     | Reti         | Presenze           | Reti               | Presenze | Reti   |
| ------------- | -------- | ------- | --------- | --------- | ------------ | ------------ | ------------------ | ------------------ | -------- | ------ |
| G. Bedin      | 0        | 0       | 0         | 0         | 1            | 0            | 0                  | 0                  | 1        | 0      |
| B. Bolchi     | 2        | 0       | 0         | 0         | 0            | 0            | 0                  | 0                  | 2        | 0      |
| O. Bugatti    | 4        | -0      | 0         | -0        | 1            | -4           | 0                  | -0                 | 5        | -4     |
| T. Burgnich   | 33       | 0       | 1         | 0         | 0            | 0            | 9                  | 0                  | 43       | 0      |
| R. Cappellini | 4        | 0       | 0         | 0         | 1            | 0            | 0                  | 0                  | 5        | 0      |
| N. Ciccolo    | 10       | 4       | 0         | 0         | 1            | 1            | 2                  | 1                  | 13       | 6      |
| S. Codognato  | 3        | 0       | 0         | 0         | 1            | 0            | 0                  | 0                  | 4        | 0      |
| M. Corso      | 28       | 6       | 1         | 0         | 0            | 0            | 5                  | 2                  | 34       | 8      |
| B. Di Giacomo | 10       | 2       | 0         | 0         | 0            | 0            | 3                  | 0                  | 13       | 2      |
| G. Facchetti  | 32       | 4       | 1         | 0         | 0            | 0            | 9                  | 0                  | 42       | 4      |
| A. Guarneri   | 32       | 0       | 1         | 0         | 0            | 0            | 9                  | 0                  | 42       | 0      |
| Jair          | 30       | 12      | 1         | 0         | 1            | 0            | 9                  | 4                  | 41       | 16     |
| S. Landini    | 2        | 0       | 0         | 0         | 1            | 0            | 0                  | 0                  | 3        | 0      |
| E. Masiero    | 8        | 0       | 0         | 0         | 1            | 0            | 0                  | 0                  | 9        | 0      |
| S. Mazzola    | 29       | 9       | 1         | 0         | 0            | 0            | 9                  | 7                  | 39       | 16     |
| A. Milani     | 18       | 7       | 1         | 0         | 1            | 0            | 3                  | 1                  | 23       | 8      |
| B. Petroni    | 10       | 3       | 0         | 0         | 0            | 0            | 0                  | 0                  | 10       | 3      |
| A. Picchi     | 28       | 0       | 1         | 0         | 0            | 0            | 9                  | 0                  | 38       | 0      |
| L. Suárez     | 26       | 3       | 1         | 0         | 0            | 0            | 9                  | 1                  | 36       | 4      |
| G. Sarti      | 30       | -21     | 1         | -2        | 0            | -0           | 9                  | -0                 | 40       | -23    |
| H. Szymaniak  | 6        | 0       | 0         | 0         | 1            | 0            | 5                  | 0                  | 12       | 0      |
| C. Tagnin     | 20       | 1       | 1         | 0         | 1            | 0            | 9                  | 0                  | 31       | 1      |
| F. Zaglio     | 9        | 0       | 0         | 0         | 0            | 0            | 0                  | 0                  | 9        | 0      |